# Minicar
Minicar fue una revista infantil española, publicada a partir del 5 de marzo de 1966 por la editorial madrileña Alcance S.A.. Con un precio de 10 pesetas por ejemplar, tuvo un escaso éxito.

## Contenido
De la misma forma que otros tebeos de la época buscaban aprovechar la fascinación que la televisión tenía para la sociedad del desarrollismo (Aquí Marilin!, Tele Color o Din Dan), "Minicar" hacía lo propio con la automoción. A este respecto, incluía las siguientes series:
| Años | Números | Título               | Guionista | Dibujante | Publicación |
| ---- | ------- | -------------------- | --------- | --------- | ----------- |
| 1965 |         | Carlos Arévalo       | Jarber    | Buylla    | Nueva       |
| 1966 |         | César y Maulón       | M. Rueda  | M. Rueda  | Nueva       |
| 1966 |         | La selva se civiliza | Gordillo  | Gordillo  | Nueva       |